# Centro Regional de Investigación en Biodiversidad Andina

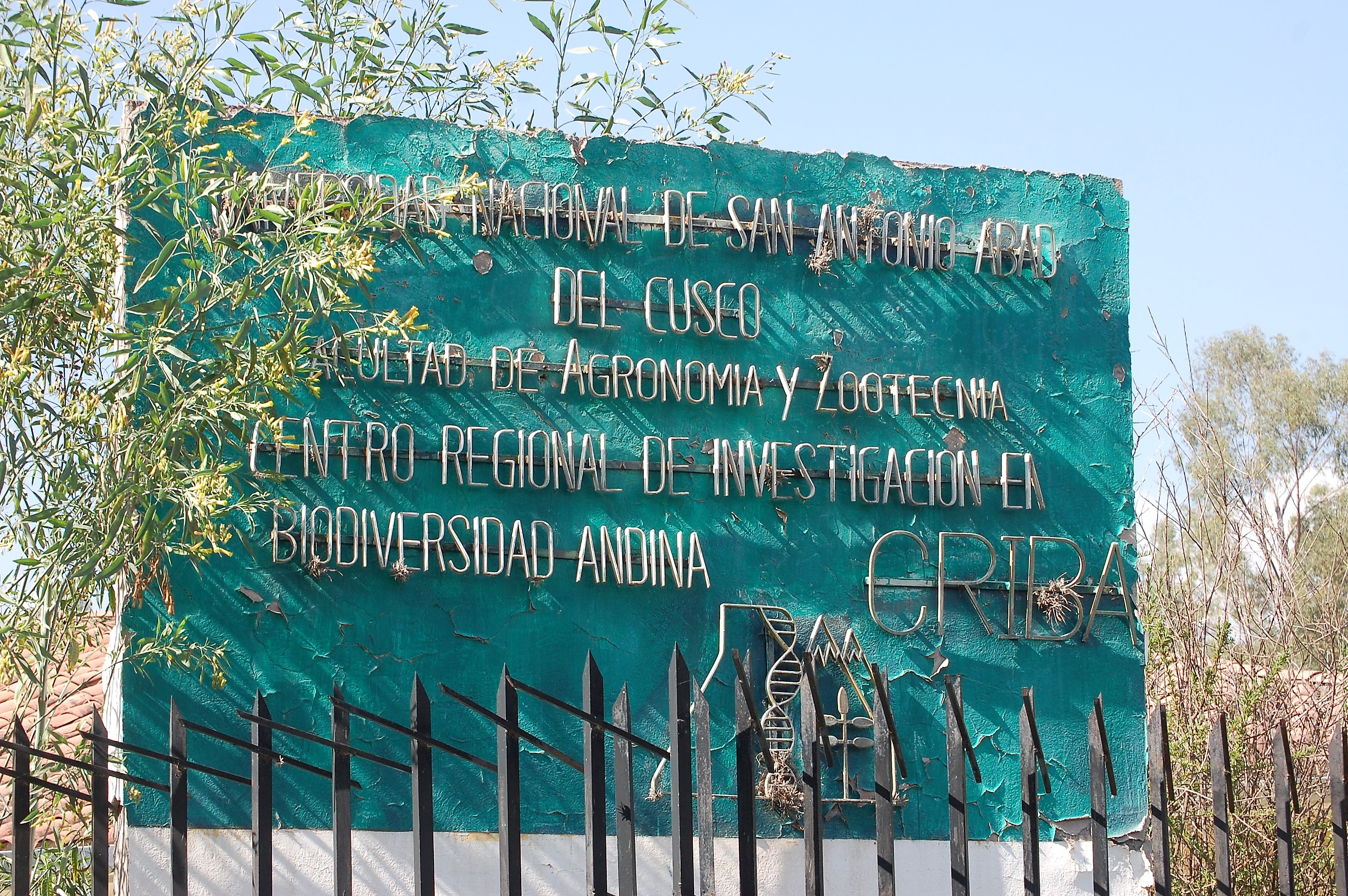
Portada en la entrada al CRIBA en la Granja K'ayra en Cusco

El Centro Regional de Investigación en Biodiversidad Andina (CRIBA) es una institución de investigación asociada a la Universidad Nacional de San Antonio Abad del Cusco, creada en el año de 1992.

Las líneas de investigación, se enfocan en raíces y tubérculos andinos y control biológico de nemátodos. Sus investigaciones más relevantes versan sobre la Conservación del Banco de Germoplasma de papa, oca, olluco, mashua, yacón y maíz. Además, ha publicado dos investigaciones en germoplasma de yacón en la revista del Centro Internacional de la Papa (CIP).

## Historia y antecedentes
La Universidad Nacional de San Antonio Abad del Cusco (UNSAAC), a través de la Facultad de Agronomía y Zootecnia (FAZ),  impulsó varias investigaciones a partir de la década de 1970, entre ellos se tiene al Centro de Investigación en Cultivos Andinos (CICA) - 1976, Centro Internacional de la Papa (CIP) y el Centro Regional de Investigación en Biodiversidad Andina (CRIBA), cuyos investigadores, con el apoyo de la cooperación internacional, han realizado estudios en mejoramiento genético, tecnología de cultivos, sanidad vegetal, conservación del germoplasma y generación de nuevas variedades en cultivos andinos (papa, tarwi, quinua, kiwicha, oca, mashua, yacón, maíz, etc.).  
El CRIBA el Banco de Germoplasma de Granos Andinos en el ámbito mundial ubicado en el distrito de San Jerónimo de la región del Cusco a una altitud de 3238 m s.n.m.

### Otros centros de investigación
El Centro de Investigación de Camélidos Sudamericanos (CICAS-La Raya) opera en el fundo La Raya (Sicuani), y fue transferido por el Ministerio de Agricultura a la FAZ - UNSAAC el 15 de julio de 1985, sus principales líneas de investigación están centradas en el mejoramiento genético, biotecnología reproductiva, nutrición y el manejo de pasturas naturales y evaluación de la fibra de alpaca.  
El Centro de Investigación de Sahuayacu, ubicado en la ciudad de Quillabamba - La Convención, fue transferido desde el Ministerio de Agricultura a la Unsaac en la década de 1990, lo que fortaleció la investigación en pollos de carne, gallinas de postura, pavos, cerdos y cultivos tropicales como el cacao, achiote, café y otros a través de la FAZ y la carrera profesional de Ciencias Agrarias Tropicales. Esta última sede, fue independizada y hoy por hoy, es la Universidad Nacional Intercultural de Quillabamba (UNIQ).